# 约翰·安德森 (草地滚球运动员)
约翰·安德森（英語：John Anderson，1912年—？），南非男子草地滚球运动员。他曾代表南非参加1954年大英帝国和英联邦运动会草地滚球比赛，获得男子四人金牌。